# Carla Stümpel-Schlichthaar
Carla Stümpel-Schlichthaar (geboren  am 25. November 1901 in Alpen; gestorben am 26. November 1977 in Erlangen) war eine deutsche Tanzpädagogin.

## Leben
Carla Schlichthaar war Arzttochter. Am Niederrhein eingeschult, besuchte sie nach Umzügen der Familie in Bingen und Frankfurt am Main weiterführende Schulen und erlangte eine Mittlere Reife. Anschließend besuchte sie eine Handelsschule und war für einige Zeit Bankangestellte. Zum Beginn der 1920er Jahre zog sie zu ihrem Onkel Hermann Königer, Professor für Innere Medizin in Erlangen, dem sie im Haushalt helfen sollte. In dessen Bekanntenkreis lernte sie den Germanisten Franz Saran und den Musikwissenschaftler Gustav Becking kennen.
Sie besuchte danach die Folkwang-Musikschule in Essen und schloss dort eine Ausbildung als Tanzpädagogin ab; zu ihren wichtigsten Einflüssen zählte Rudolf Laban. Zurück in Erlangen eröffnete sie ihre eigene Tanz- und Gymnastikschule, die sie bis ins hohe Alter fortführte. Dabei griff sie auf die Körpertypen- und Körperhaltungslehre nach Joseph und Ottmar Rutz zurück. Sie heiratete auch den Fotografen Rudi Stümpel.
Während der NS-Zeit war sie eine von 1000 Laientänzern, die unter der Führung von Laban bei der Eröffnung der Olympischen Spiele 1936 auftraten. Später wurde sie zu Einsätzen am Fronttheater verpflichtet. Nach dem Krieg konzentrierte sie sich wieder auf die Tanzpädagogik, die sie erst 1972 aufgab; Gymnastik unterrichtete sie auch noch als Mitt-Siebzigerin.